# Sikorsky CH-148 Cyclone
Le CH-148 Cyclone est un hélicoptère multirôle, fabriqué par la société Sikorsky Aircraft pour les Forces armées canadiennes. Le CH-148 Cyclone est une variante militaire de l'hélicoptère civil Sikorsky S-92. Il est conçu pour les opérations à bord des navires et il remplace le CH-124 Sea King, qui a été en opération depuis le début des années 1960 jusqu'au 26 janvier 2018.
L'hélicoptère est exploité par les commandements aériens des Forces canadiennes, et est principalement utilisé pour la guerre anti-sous-marine, la surveillance et de recherche et sauvetage. Il assure également le transport tactique et des efforts de sécurité nationale et internationale.

## Développement

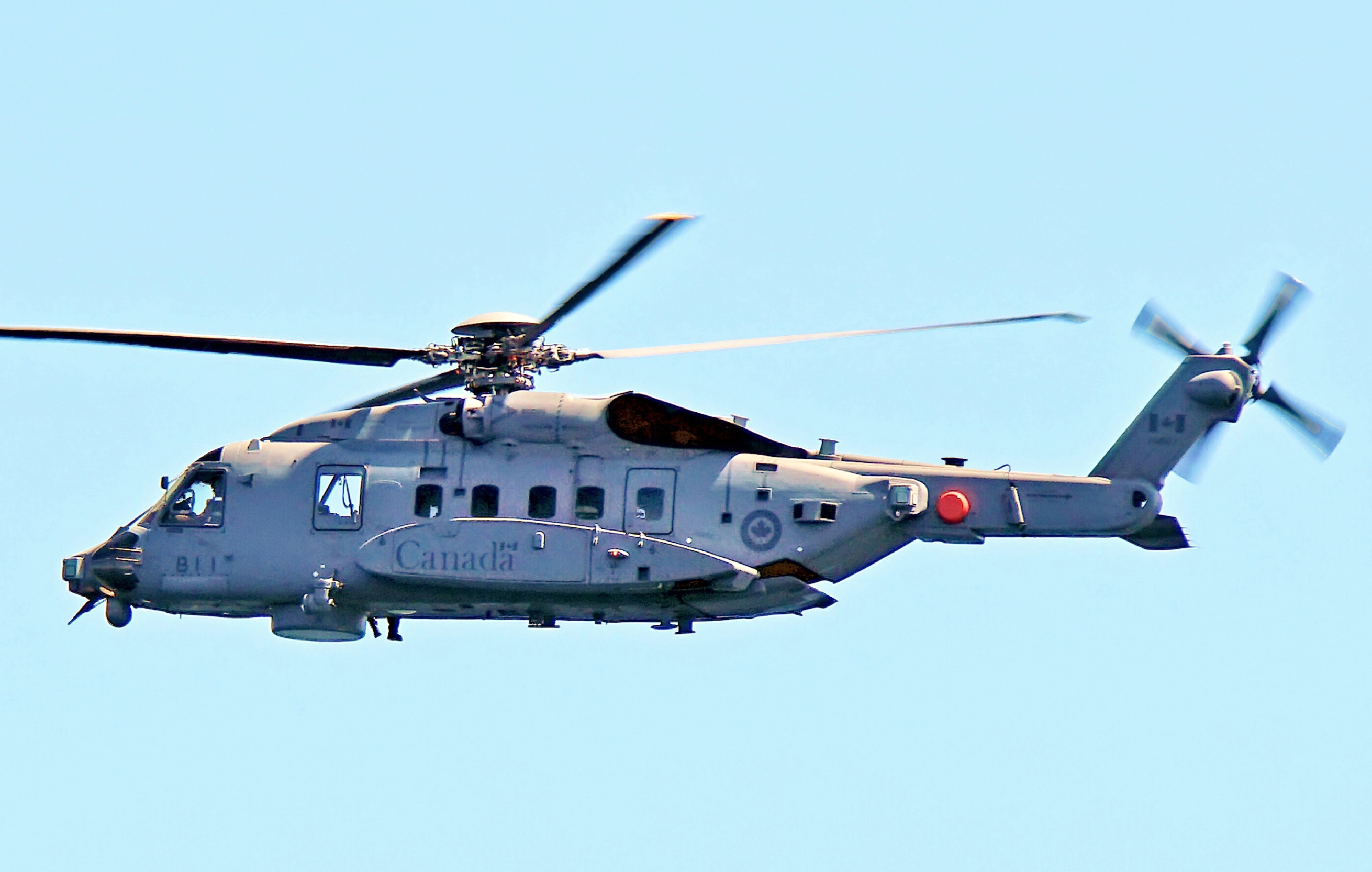
Un CH-148 en vol en 2017.

Les Forces canadiennes ont lancé le « Projet d'hélicoptère maritime (PHM) » dans les années 1980. Initialement, elles ont sélectionné une variante de l'AgustaWestland EH101. Après un changement de gouvernement, le contrat des EH-101 a été annulé en 1993. Le projet a pris une importance accrue au début des années 2000 et un autre appel d'offres a été lancé par le gouvernement de Paul Martin en 2004.
En juillet 2004, les Forces canadiennes choisissent le H-92 Superhawk, une variante militarisée du S-92 civil construit par la société de Sikorsky. Vainqueur de la norme MHP, le H-92 est désigné le CH-148 Cyclone. Le 23 novembre 2004, le ministère canadien de la Défense nationale annonce l'attribution d'un contrat de 1,8 milliard de dollars à Sikorsky pour produire 28 hélicoptères, dont le premier appareil devait être livré en janvier 2009.
Le premier vol de la première production de CH-148, le numéro de série 801 (enregistrement de la FAA N4901C), a lieu en Floride le 15 novembre 2008. Des complications supplémentaires dans le programme retardent l'entrée en service jusqu'en 2010. La première livraison, en novembre 2010, est affectée au début des essais et à la formation des militaires. Le ministre des Travaux publics et des Services gouvernementaux prévoit alors que la flotte de Cyclone sera pleinement opérationnelle en 2013.
En février 2010, le premier CH-148 arrive à la BFC Shearwater, siège de la 12e Escadre. En raison des retards et des restrictions du gouvernement des États-Unis dictées par la loi de l'International Traffic in Arms Regulation, les 19 premiers des 28 CH-148 Cyclone livrés sont asservis à une norme provisoire qui ne respecte pas le marché original de 2004. Cette décision permet néanmoins les essais de fonctionnement et la formation avant la fin de l'année. La flotte est censée être complète en juin 2012 et l'ensemble des hélicoptères intermédiaires standard doivent être remis aux normes en 2013,.
En mars 2010, le premier CH-148 est en cours d'installation à bord de la frégate NCSM Montréal pour un essai par fortes mers, y compris les essais d'atterrissage et de décollage. Le test comprend aussi un essai en mer au cours de conditions extrêmes avec la nouvelle boite de vitesses qui a été améliorée depuis l'accident survenu en mars 2009. Le CH-148 devrait voler pendant 170 minutes dans des conditions extrêmes. Les limites d'endurance seront testées prochainement à West Palm Beach.
En décembre 2014, son emploi est validé sur les frégates rénovées de la classe Halifax. Le 19 juin 2015, les 6 premiers Cyclone opérationnels sont livrés à la marine canadienne sur la base des Forces canadiennes Halifax. Leur capacité opérationnelle initiale est achevée le 7 juin 2018.
En 2017, des essais ont mis en évidence l'incapacité des CH-148 à atterrir sur des navires de la marine canadienne en raison de l'incompatibilité du sonar actif à longue portée (Helicopter Long Active Sonar ou HELRAS), conçu par L3 Ocean Systems, avec le système d'ancrage des hélicoptères. Le HELRAS devra être redessiné pour les 14 premiers modèles tandis que le second lot doit être livré en février 2018. La capacité opérationnelle totale devrait être déclarée en 2025. 
On annonce que les 28 unités sont livrées d'ici décembre 2021 ou ils opéreront également depuis la base des Forces canadiennes Shearwater, 12 l'étant en juin 2018 et 17 en avril 2019, pour un coût de 7,6 milliards de dollars canadiens (
8 milliards de $CAN actuels).

## Accidents
Le 18 février 2019, un CH-148 de l’Aviation royale canadienne a effectué un « poser dur » à bord du navire auxiliaire MV Asterix à l’ouest de l'île de Kauai dans l'archipel d'Hawaï. Le navire participait à l'opération « Projection ». L'accident n'a pas fait de blessés graves et le bâtiment n'a pas subi de dommages mais le rotor principal a touché la queue de l'appareil et l'aurait endommagé.
Le 29 avril 2020, un CH-148 de l’aviation royale canadienne s’abîme en mer Ionienne entre la Grèce et l'Italie avec 6 militaires à bord. L’hélicoptère basé sur la frégate NCSM Fredericton (FFH 337) opérant au sein du 2nd Groupe maritime permanent de l’alliance militaire (SNMG-2) participait à l'opération « Reassurance » avec deux navires turc et italien. L'appareil avait décollé à 16 h 35 (heure locale) pour participer à une séance d'entraînement et a perdu le contact à 18 h 52 sur le chemin du retour à 50 milles au large de l’île grecque de Céphalonie, dans la zone couverte par l’Italie. Des fusées éclairantes ont été repérées dans l'eau quelques minutes plus tard suite à l’éjection des boites noires qui ont pu être récupérées. Seul l’enseigne de vaisseau de 1re classe Abbigail Cowbrough a été retrouvé pour le moment avec les débris de l'écrasement,.